# Hattgenstein
Hattgenstein là một đô thị thuộc huyện Birkenfeld, bang Rheinland-Pfalz, Đức. Đô thị này có diện tích 8,21 km².